# Bastinado

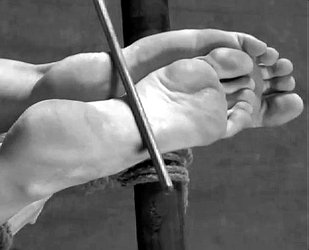
Bastinado

Il bastinado è un metodo di tortura di origine spagnola che consiste nel colpire le piante dei piedi della vittima con un oggetto duro che può essere una frusta, una verga o un oggetto simile. Il dolore inflitto dalla tortura sta soprattutto nel fatto che va a colpire molti tendini, nervi e piccole ossa presenti nel piede.
La tortura del bastinado è stata praticata nei secoli in varie aree del mondo, come in Cina, nel Medio Oriente, dove era conosciuta con il nome arabo di falaqa, e in Turchia, dove era nota con il nome turco falaka.
Il bastinado è praticato anche nell'ambito del sadomasochismo: è infatti possibile trovarne molte foto e filmati su internet nei quali questa pratica è usata a scopo erotico.